# Aknashen
Aknashen (in armeno Ակնաշեն?, anche chiamato Aknachen; fino al 1978 Khatunarkh Verin, Verin Khatunarkh, Khatunarkh e Verkhniy Khatunarkh) è un comune dell'Armenia di 1 490 abitanti (2010) della provincia di Armavir. La chiesa del paese è dedicata a San Bardughimeos; lì vicino ci sono le rovine di un edificio dell'VIII secolo.